# Карл Ото фон Золмс-Лаубах
Карл Ото фон Золмс-Лаубах (на немски: Carl Otto zu Solms-Laubach; * 27 август 1633 в Лаубах; † 6 август 1676 в Лаубах) е граф на Золмс-Лаубах, от 1649 г. господар на Рьоделхайм.
Той е син на граф Алберт Ото II фон Золмс-Лаубах (1610 – 1639) и съпругата му Катарина Юлиана фон Ханау-Мюнценберг (1604 – 1688), дъщеря на граф Филип Лудвиг II фон Ханау-Мюнценберг (1576 – 1612) и Катарина Белгика фон Насау (1578 – 1648), дъщеря на Вилхелм Орански. Внук е на граф Алберт Ото I фон Золмс-Лаубах (1576 – 1610) и принцеса Анна фон Хесен-Дармщат (1583 – 1631), дъщеря на ландграф Георг I фон Хесен-Дармщат. Сестра му Елизабет Албертина (1631 – 1693) се омъжва на 25 юли 1671 г. за княз Вилхелм фон Анхалт-Бернбург (1643 – 1709), син на княз Фридрих фон Анхалт-Бернбург-Харцгероде (1613 – 1670).

## Фамилия
Карл Ото се жени на 1 февруари 1654 г. в Бентхайм за графиня Амьона Елизабет фон Бентхайм-Щайнфурт (* 27 февруари 1623 в Мариенборн, † 27 декември 1701 (1702) в Мариенборн), дъщеря на граф Арнолд Йост фон Бентхайм-Текленбург-Бентхайм (1580 – 1643) и графиня Анна Амалия фон Изенбург-Бюдинген (1591 – 1667). Тя е внучка на граф Арнолд II (IV) фон Бентхайм-Текленбург. Те имат децата: 
- Катарина Амалия (1654 – 1736), омъжена на 16 април 1680 г. за ландграф Филип фон Хесен-Филипстал (1655 –1721)
- Елизабет Вилхелмина (1657 – 1715)
- Анна Белгика Флорентина (1663 – 1707), омъжена на 5 май 1690 г. за граф Карл Август фон Изенбург-Бюдинген-Мариенборн (1667 – 1725)
- Каролина Шарлота Хенриета (Карола Белгика) (1667 – 1752), омъжена I.: на 25 септември 1683 г. за граф Хайнрих фон Золмс-Браунфелс († 1693); II.: N Верна (fl. 1733)
- дете